# Diadegma koizumii
Diadegma koizumii är en stekelart som beskrevs av Setsuya Momoi 1973. Diadegma koizumii ingår i släktet Diadegma och familjen brokparasitsteklar. Inga underarter finns listade i Catalogue of Life.